# Dichocrocis nigricinctalis
Dichocrocis nigricinctalis là một loài bướm đêm trong họ Crambidae.